# Klemm Kl 31
Die Klemm Kl 31 war ein ziviles Reiseflugzeug der Leichtflugzeugbau Klemm GmbH.

## Geschichte
Mit der Klemm Kl31 entstand 1931 die erste Flugzeugentwicklung von Hanns Klemm, die nicht mehr dem seit 1919 verfolgtem Gedanken des preisgünstigen, zweisitzigen Leichtflugzeug folgte. Bei der Klemm Kl31 handelte es sich um ein viersitziges Kabinen-Reiseflugzeug, das Hanns Klemm und Robert Lusser speziell für den bevorstehenden Europarundflug 1932 konzipiert hatten. Nach den Richtlinien dieses Wettbewerbs wurden 1932 ausschließlich Kabinenflugzeuge zur Teilnahme zugelassen, die mindestens drei Personen aufnehmen konnte. Damit schied die Klemm Kl 25E aus dem Jahr 1930 aus, die zwar über eine Kabinenhaube, aber lediglich zwei Sitzplätze verfügte.
Mit der Entwicklung der Klemm Kl31 beschritt die Leichtflugzeugbau Klemm GmbH in vielfacher Hinsicht Neuland. Bislang hatte das Unternehmen nur Erfahrungen im Bau kleiner, zweisitziger Leichtflugzeuge gesammelt. Die deutlich größere und schwerere Klemm Kl31 stellte für Konstrukteur und Fertigung eine neue Herausforderung dar. Außerdem entschloss sich Robert Lusser für eine Stahlrohrkonstruktion des Rumpfs, über die im Unternehmen 1931 auch nur wenig Erfahrung aus der Klemm Alpha vorlag. Als Antrieb sah Lusser zunächst den 120 PS starken Argus As 8 vor.
Der Bau des Prototyps der Klemm Kl31, WNr. 357 erfolgte im Spätherbst 1931. Nach der Erprobung im Winter 1931/32 wurden die weiteren Entwicklungsarbeiten an der Klemm Kl31 zunächst eingestellt, da zahlreiche Probleme u. a. in der Stahlrohrkonstruktion nicht kurzfristig zu lösen waren. Um die Teilnahme am Europaflug 1932 nicht zu gefährden, übertrug Lusser das Konzept des Kabinenflugzeugs auf eine kleinere Holzkonstruktion, die er unter der Bezeichnung Klemm Kl 32 fortführte.
Erst nach dem Europaflug 1932 griffen Lusser und sein Nachfolger Friedrich Fecher die Entwicklung der Stahlrohrkonstruktion wieder auf. Da sich der Argus-Motor für die große Stahlrohrkonstruktion als zu schwach erwiesen hatte, wurde der 150 PS starke Siemens Sh 14 für die überarbeitete Version vorgesehen. Außerdem gab es einige strukturelle und aerodynamische Anpassungen, u. a. ein größeres Seitenruder. Anfang 1933 entstanden drei weitere Vorserienmaschinen mit diesen Änderungen. Die Serienfertigung der Klemm Kl31aXIV mit Siemens-Motor lief im Spätsommer 1933 an. Die ersten Serienmaschinen kamen im September 1933 zur Auslieferung.
Zu den Kunden der Klemm Kl31 gehörten in erster Linie kleinere Fluggesellschaften sowie Unternehmen und Organisationen, die das Flugzeug als Reisemaschine nutzten. Als Sportreiseflugzeug wurde die Klemm Kl31 wenig eingesetzt. Die Klemm Kl31aXIV kam in Ungarn, Brasilien, Südafrika und Australien zum Einsatz. Die Serienfertigung der Klemm Kl31 wurde im September 1934 mit WNr. 881 nach 36 gebauten Exemplaren eingestellt.
Friedrich Fecher überarbeitete den Entwurf 1934 nochmals. Die Klemm Kl31ab erhielt ausfahrbare Vorflügel, Landeklappen und eine aerodynamische NACA-Haube. Von dieser Variante wurde allerdings nur ein Einzelstück gebaut. Sie ging nicht mehr in Serie.

## Konstruktion
Das Flugzeug unterschied sich von den früheren Klemm-Mustern durch einen geschweißten Stahlrohrrumpf sowie durch eine geschlossene Kabine. Das Flugzeug war ein freitragender Tiefdecker in Gemischtbauweise mit starrem verkleidetem Normalfahrwerk. Das Tragwerk wurde in konventioneller Holzbauweise ausgeführt. Die Tragflächen waren für den Straßentransport anklappbar. Das Flugzeug bot Platz für bis zu vier Personen. Die Serienmodelle Klemm KL 31a XIV wurde mit einem Siebenzylinder-Sternmotor Siemens-Halske Sh 14 ausgerüstet.

## Technische Daten
| Kenngröße             | Daten (Klemm KL 31 XIV)                      |
| --------------------- | -------------------------------------------- |
| Besatzung             | 1                                            |
| Passagiere            | 3                                            |
| Länge                 | 8,50 m                                       |
| Spannweite            | 13,50 m                                      |
| Höhe                  | 2,30 m                                       |
| Flügelfläche          | 20,80 m²                                     |
| Flügelstreckung       | 8,75                                         |
| V-Form                | 4,0°                                         |
| Flächenbelastung      | 60,00 kg/m²                                  |
| Leistungsbelastung    | 7,81 kg/PS                                   |
| Flächenleistung       | 7,69 PS/m²                                   |
| Rüstmasse             | 690 kg                                       |
| Zuladung              | 560 kg                                       |
| max. Startmasse       | 1250 kg                                      |
| Höchstgeschwindigkeit | 190 km/h                                     |
| Reisegeschwindigkeit  | 165 km/h                                     |
| Landegeschwindigkeit  | 85 km/h                                      |
| Steiggeschwindigkeit  | 2,35 m/s in Bodennähe                        |
| Steigzeit             | 8 min auf 1000 m Höhe 53 min auf 3800 m Höhe |
| Dienstgipfelhöhe      | 3800 m                                       |
| Reichweite            | 735 km                                       |
| Flugdauer             | 4,5 h                                        |
| Triebwerke            | ein Bramo Sh 14 A4 mit 160 PS (118 kW)       |